# Phradis gibbus
Phradis gibbus là một loài tò vò trong họ Ichneumonidae.